# العلاقات الإكوادورية القطرية
العلاقات الإكوادورية القطرية هي العلاقات الثنائية التي تجمع بين الإكوادور وقطر.

## مقارنة بين البلدين
هذه مقارنة عامة ومرجعية للدولتين:
| وجه المقارنة                                              | الإكوادور                      | قطر           |
| --------------------------------------------------------- | ------------------------------ | ------------- |
| المساحة (كم2)                                             | 283.56 ألف                     | 11.44 ألف     |
| عدد السكان (نسمة)                                         | 16.62 مليون                    | 2.64 مليون    |
| الكثافة السكانية (ن./كم²)                                 | 58.61                          | 230.77        |
| العاصمة                                                   | كيتو                           | الدوحة        |
| اللغة الرسمية                                             | اللغة الإسبانية، كيشوا ‏، شوار ‏ | اللغة العربية |
| العملة                                                    | دولار أمريكي، سوكري إكوادوري   | ريال قطري     |
| الناتج المحلي الإجمالي (بليون دولار)                      | 103.06 مليار                   | 167.61 مليار  |
| الناتج المحلي الإجمالي (تعادل القوة الشرائية) بليون دولار | 185.24 مليار                   | 316.40 مليار  |
| الناتج المحلي الإجمالي الاسمي للفرد دولار أمريكي          | 6.21 ألف                       | 73.65 ألف     |
| الناتج المحلي الإجمالي للفرد دولار أمريكي                 | 11.37 ألف                      | 141.54 ألف    |
| مؤشر التنمية البشرية                                      | 0.746                          | 0.850         |
| رمز المكالمات الدولي                                      | +593                           | +974          |
| رمز الإنترنت                                              | .ec                            | .qa           |
| المنطقة الزمنية                                           | 00                             | ت ع م+03:00   |

## منظمات دولية مشتركة
يشترك البلدان في عضوية مجموعة من المنظمات الدولية، منها:
| علم المنظمة | اسم المنظمة                        | تاريخ انضمام الإكوادور | تاريخ انضمام قطر |
| ----------- | ---------------------------------- | ---------------------- | ---------------- |
|             | يونسكو                             | 22 يناير 1947          | 27 يناير 1972    |
|             | وكالة ضمان الاستثمار متعدد الأطراف | 12 أبريل 1988          | 22 أكتوبر 1996   |
|             | الأمم المتحدة                      | 21 ديسمبر 1945         | 21 سبتمبر 1971   |
|             | الاتحاد البريدي العالمي            | ?                      | ?                |
|             | البنك الدولي للإنشاء والتعمير      | 28 ديسمبر 1945         | 25 سبتمبر 1972   |
|             | المنظمة الهيدروغرافية الدولية      | ?                      | ?                |
|             | الاتحاد الدولي للاتصالات           | 17 أبريل 1920          | 27 مارس 1973     |
|             | منظمة حظر الأسلحة الكيميائية       | ?                      | ?                |
|             | مؤسسة التمويل الدولية              | 20 يوليو 1956          | 11 أكتوبر 2008   |
|             | منظمة التجارة العالمية             | ?                      | ?                |
|             | منظمة الشرطة الجنائية الدولية      | ?                      | ?                |

## وصلات خارجية
- موقع وزارة الخارجية الإكوادورية
- موقع وزارة الخارجية القطرية